# Team Rebaque
Le Team Rebaque est une ancienne écurie de Formule 1 mexicaine, fondée par le pilote Héctor Rebaque en activité lors des saisons 1978 et 1979. L'écurie a disputé 19 Grands Prix et a permis à son patron-pilote d'inscrire 1 point en championnat du monde lors du Grand Prix d'Allemagne 1978.

## Historique
Le Team Rebaque a exclusivement servi à soutenir la carrière de son créateur, le jeune pilote mexicain Héctor Rebaque. Issu d'une famille aisée, ce dernier effectue un début de carrière météorique qui l'amène en Formule 1 en 1977, alors qu'il n'est âgé que de 21 ans. Après six participations (dont cinq non-qualifications) au volant d'une Hesketh lors de la saison 1977, il décide de monter en 1978 sa propre structure et se porte acquéreur auprès du Team Lotus d'une Lotus 78, la première F1 « wing-car » de l'histoire, avec laquelle Mario Andretti a remporté plusieurs victoires la saison précédente. Malgré la qualité de sa monture, il échoue plusieurs fois dans ses tentatives de qualification et ne peut obtenir mieux qu'une sixième place en Allemagne. Il reproduit le même schéma en 1979 en achetant à Colin Chapman une Lotus 79 (la voiture qui a dominé le championnat 1978 aux mains de Mario Andretti et Ronnie Peterson) mais à nouveau, sans résultats. 
Au cours de la saison 1979, mécontent du matériel fourni par Lotus, Héctor Rebaque passe à un stade supérieur en faisant de son écurie un constructeur à part entière : avec l'aide de Penske, il fait concevoir sa propre voiture, la Rebaque HR100. Il s'agit d'une véritable « wing-car », très inspirée dans ses formes de la voiture dominatrice du moment, la Williams FW07 (elle-même très proche de la Lotus 79). Mais la mayonnaise ne prend pas et le pilote mexicain ne parvient à qualifier la HR100 qu'une fois en trois tentatives. En fin d'année, le Team Rebaque ferme ses portes.
À ce jour, le Team Rebaque est la dernière écurie de Formule 1 dont le patron était aussi le pilote titulaire de la monoplace engagée.

## Résultats en championnat du monde de Formule 1
| Saison | Écurie       | Châssis                | Moteur           | Pneus    | Pilotes        | Grands Prix disputés | Points inscrits | Classement |
| ------ | ------------ | ---------------------- | ---------------- | -------- | -------------- | -------------------- | --------------- | ---------- |
| 1978   | Team Rebaque | Lotus 78               | Ford-Cosworth V8 | Goodyear | Héctor Rebaque | 9                    | (1) non-retenu  | Non engagé |
| 1979   | Team Rebaque | Lotus 79 Rebaque HR100 | Ford-Cosworth V8 | Goodyear | Héctor Rebaque | 10                   | 0               | Non classé |

| Saison | Écurie       | Châssis       | Moteur           | Pneumatiques | Pilotes        | Courses | Courses | Courses | Courses | Courses | Courses | Courses | Courses | Courses | Courses | Courses | Courses | Courses | Courses | Courses | Courses | Points inscrits | Classement |
| Saison | Écurie       | Châssis       | Moteur           | Pneumatiques | Pilotes        | 1       | 2       | 3       | 4       | 5       | 6       | 7       | 8       | 9       | 10      | 11      | 12      | 13      | 14      | 15      | 16      | Points inscrits | Classement |
| ------ | ------------ | ------------- | ---------------- | ------------ | -------------- | ------- | ------- | ------- | ------- | ------- | ------- | ------- | ------- | ------- | ------- | ------- | ------- | ------- | ------- | ------- | ------- | --------------- | ---------- |
| 1978   | Team Rebaque | Lotus 78      | Ford-Cosworth V8 | Goodyear     |                | ARG     | BRÉ     | AFS     | USO     | MON     | BEL     | ESP     | SUÈ     | FRA     | GBR     | ALL     | AUT     | P-B     | ITA     | USE     | CAN     | (1) non-retenu  | Non-engagé |
| 1978   | Team Rebaque | Lotus 78      | Ford-Cosworth V8 | Goodyear     | Héctor Rebaque | Nq      | Abd     | 10e     | Npq     | Npq     | Npq     | Abd     | 12e     | Nq      | Abd     | 6e      | Abd     | 11e     | Nq      | Abd     | Nq      | (1) non-retenu  | Non-engagé |
| 1979   | Team Rebaque | Lotus 79      | Ford-Cosworth V8 | Goodyear     |                | ARG     | BRÉ     | AFS     | EUO     | ESP     | BEL     | MON     | FRA     | GBR     | ALL     | AUT     | P-B     | ITA     | CAN     | EUE     |         | 0               | Non classé |
| 1979   | Team Rebaque | Lotus 79      | Ford-Cosworth V8 | Goodyear     | Héctor Rebaque | Abd     | Nq      | Abd     | Abd     | Abd     | Abd     |         | 12e     | 9e      | Abd     | Nq      | 7e      |         |         |         |         | 0               | Non classé |
| 1979   | Team Rebaque | Rebaque HR100 | Ford-Cosworth V8 | Goodyear     | Héctor Rebaque |         |         |         |         |         |         |         |         |         |         |         |         | Nq      | Abd     | Nq      |         | 0               | Non classé |

Légende : ici